# Dragonfly (álbum)
Dragonfly é o 12º álbum de estúdio de Masami Okui. Foi lançado em 2 de fevereiro de 2005 pela evolution e possui 12 faixas.

## Produção
Este é o primeiro álbum que Okui lança por sua própria gravadora, a evolution.

## Recepção
O álbum ficou duas semanas no Oricon Albums Chart, chegando à 68ª posição.
O CD Journal disse que "além das anisons, há canções de larga escala típicas da artista que conquistou muitos fãs."

## Legado
As faixas "A confession of TOKIO" e "Olive" foram usadas como temas do programa Animelomix.

## Faixas
| N.º            | Título                                  | Letras                   | Música         | Arranjo         | Duração |  |
| 1.             | "Dragonfly"                             | M. Okui                  | Monta          | Monta           | 4:47    |  |
| 2.             | "Fire.com"                              | M. Okui                  | MACARONI☆      | MACARONI☆       | 3:28    |  |
| 3.             | "STAR GATE"                             | M. Okui                  | M. Okui        | Nils            | 5:03    |  |
| 4.             | "A confession of TOKIO" (de Animelomix) | M. Okui                  | Hiroshi Uesugi | Hideyuki Suzuki | 4:32    |  |
| 5.             | "Route89"                               | M. Okui                  | Monta          | Monta           | 5:16    |  |
| 6.             | "WHEEL"                                 | M. Okui                  | M. Okui        | Ken Sudo        | 7:43    |  |
| 7.             | "Troubadour ~Ginyuu Shijin~"            | M. Okui                  | Monta          | Monta           | 5:12    |  |
| 8.             | "HEAVEN'S DOOR"                         | M. Okui                  | M. Okui        | Hideki Sato     | 4:50    |  |
| 9.             | "nostalgia"                             | M. Okui e Toshiro Yabuki | T. Yabuki      | T. Yabuki       | 5:33    |  |
| 10.            | "Miracle GO!GO!"                        | M. Okui                  | MACARONI☆      | MACARONI☆       | 4:26    |  |
| 11.            | "To all the things to love"             | M. Okui                  | M. Okui        | H. Suzuki       | 4:38    |  |
| 12.            | "Olive" (de Animelomix)                 | M. Okui                  | M. Okui        | H. Suzuki       | 4:49    |  |
| Duração total: | Duração total:                          | Duração total:           | Duração total: | Duração total:  | 60:17   |  |